# الکسی چردنیک
الکسی چردنیک (روسی: Алексей Валентинович Чередник؛ زادهٔ ۱۵ سپتامبر ۱۹۶۰) بازیکن و مربی سابق فوتبال اهل شوروی است.
از باشگاه‌هایی که در آن بازی کرده‌است می‌توان به باشگاه فوتبال شاختار دونتسک، باشگاه فوتبال چورنومورتس اودسا، باشگاه فوتبال دنیپرو، باشگاه فوتبال ساوت‌همپتون و باشگاه فوتبال کریفباس کریفیی ریه اشاره کرد.